# Luftstreitkräfte

Tlapatý kříž Tatzenkreuz, výsostné znaky Luftstreitkräfte do roku 1918

Trámový kříž Balkenkreuz, výsostné znaky Luftstreitkräfte od roku 1918

Luftstreitkräfte („Vzdušné síly“) bylo označení vzdušných sil německé armády (německy plným názvem Die Fliegertruppen des deutschen Kaiserreiches) v letech 1910–1920.
Tato armádní složka vznikla ještě před první světovou válkou dříve, než byly sestrojeny první skutečné vojenské letouny jak je známe ze vzdušných bojů Velké války. První úkoly směřovaly k průzkumné činnosti a v zaměřování dělostřelectva pomocí balonů a vzducholodí. Balony se s velkým úspěchem používaly již během prusko-francouzské války v letech 1870–1871 a v některých případech dokonce i mnohem dříve již od válek napoleonských. Luftstreitkräfte nebyla první armádní složka tohoto určení na světě, nicméně francouzská Armée de l'Air byla založena taktéž ve stejném roce[zdroj⁠?!] a britské letectvo Royal Flying Corps teprve v květnu 1912.
Během první světové války používalo německé letectvo široké spektrum typů letadel, počínaje stíhačkami výrobců Albatros a Fokker, průzkumné letouny Aviatik a DFW i bombardéry Gotha či Zeppelin-Staaken. K bombardování vojenských i civilních cílů ve Francii, Belgii i ve Velké Británii sloužily také obří zepelíny. Objednávky letadel pro Luftstreitkräfte a specifikace požadavků na jejich vlastnosti určoval úřad Idflieg, který také již v roce 1913 vydal předpis pro značení vojenských letadel.
Nejvíce pozornosti na sebe upoutali úspěšní stíhací piloti jako byly letecká esa Manfred von Richthofen (Rudý baron), Ernst Udet, Hermann Göring, Oswald Boelcke (považovaný za mistra psích soubojů), Max Immelmann (první pilot, který obdržel vyznamenání Pour le Mérite, nejvyšší německé vyznamenání za statečnost) a Werner Voss.
Všechna německá vojenská letadla nesla až do počátku roku 1918 výsostné znaky v podobě tlapatého kříže Tatzenkreuz, jehož podoba pochází z templářské tradice. Poté byly nahrazeny černým rovnoramenným řeckým křížem na bílém podkladě zvaným Balkenkreuz.
Na konci první světové války bylo u jednotek Luftstreitkräfte evidováno 2709 letounů, 56 vzducholodí, 186 balonů a 4500 pilotů a vzdušného personálu. Po ukončení války porážkou Německa, byly 8. května 1920 jednotky rozpuštěny v rámci plnění Versailleské smlouvy, která požadovala úplné zničení veškeré výzbroje německého letectva.